# Alexandra W. Logue
Alexandra W. Logue es académica, científica e investigadora del comportamiento. Actualmente es Profesora Investigadora en CASE (Centro de Estudios Avanzados en Educación) del Centro de Graduados de la Universidad de la Ciudad de Nueva York También es miembro del Área de Capacitación en Análisis de Comportamiento del Centro de Graduados en el Doctorado en Psicología De 2008 a 2014 fue vicerrectora ejecutiva, rectora universitaria y directora académica del sistema CUNY. También se desempeñó como rectora y profesora en NYIT.

## Educación
Logue asistió a la Universidad de Harvard, recibió su AB en Psicología Magna Cum Laude en 1974 y su Ph.D. en Psicología Experimental en 1978. En su último año en la universidad y en la escuela de posgrado, interactuó ampliamente con Skinner, así como con otros miembros de la facultad de análisis de comportamiento de la Universidad de Harvard. Su disertación se tituló "La aversión al gusto y la generalidad de las leyes del aprendizaje", una versión de la cual se publicó posteriormente en Psychological Bulletin.

## Vida académica
En 1978, Logue se convirtió en miembro de la facultad en el Departamento de Psicología de SUNY Stony Brook, ascendió de Profesor Asistente a Profesor. Durante este período enseñó psicología experimental y estadística, y realizó una extensa investigación y publicó sobre modelos matemáticos de comportamiento de elección (autocontrol e impulsividad), preferencias y aversiones alimentarias, y la historia del conductismo. En 1986 publicó su primera obra "La psicología de comer y beber". La publicación de este libro y sus ediciones posteriores, así como el hecho de que ella sea una superdegustadora, han sido ampliamente cubiertas en The New York Times y otros medios. Mientras era miembro de la facultad, publicó otro libro, titulado Self-Control: Waiting Until Tomorrow for What You Want Today, en 1995, así como más de cien artículos y capítulos. Fue nombrada miembro de la Asociación Estadounidense de Psicología, la Asociación para la Ciencia Psicológica, la Sociedad Psiconómica y la Asociación Estadounidense para el Avance de la Ciencia. Su investigación fue financiada por la Fundación Nacional de Ciencias, el Instituto Nacional de Salud Mental, la Fundación McDonnell y recibió el premio Hake de la Asociación Estadounidense de Psicología por su excelencia en unir la investigación básica y la aplicada. Logue ha aportado su experiencia y conocimiento en psicología experimental para influir en cuestiones relacionadas con la educación superior. Este trabajo, financiado por la Fundación Spencer, el Instituto de Ciencias de la Educación y la Fundación Teagle, ha abarcado desde el examen del autocontrol y la impulsividad en administrativos de educación superior hasta el desarrollo de mecanismos para evaluar el desempeño administrativo, y la realización de grandes ensayos controlados aleatorios (ECA) de programas académicos diseñados para aumentar el éxito de los estudiantes universitarios. Ha abogado por la aplicación de técnicas de las ciencias sociales a la administración de la educación superior y ha publicado una serie de artículos sobre estos temas para Inside Higher Ed. Su libro más reciente, Pathways to Reform: Credits and Conflict en The City University of New York, es un estudio de caso sobre la dificultad de hacer cambios en la educación superior.